# Зьрудла (Малопольське воєводство)
Зьрудла (пол. Źródła) — село в Польщі, у гміні Альверня Хшановського повіту Малопольського воєводства.
Населення — 154 особи (2011).
У 1975-1998 роках село належало до Краківського воєводства.

## Демографія
Демографічна структура станом на 31 березня 2011 року:
|          | Загалом | Допрацездатний вік | Працездатний вік | Постпрацездатний вік |
| -------- | ------- | ------------------ | ---------------- | -------------------- |
| Чоловіки | 72      | 14                 | 47               | 11                   |
| Жінки    | 82      | 20                 | 39               | 23                   |
| Разом    | 154     | 34                 | 86               | 34                   |